# Richard Tognetti
Pour les articles homonymes, voir Tognetti.
Richard Leo Tognetti (né le 4 août 1965 à Canberra) est un violoniste et compositeur australien de musique classique.

## Carrière
Il dirige l'Orchestre de chambre australien (Australian Chamber Orchestra). Ses enregistrements des œuvres pour violon de Bach lui ont valu le prix ARIA pour le meilleur album de musique classique en 2006, 2007 et 2008.

## Reconnaissance
Il a été promu Docteur honoris causa en musique par l'Université de Sydney en 2005.

## Œuvres
Il a composé la musique des films Master and Commander : De l'autre côté du monde et Mountain.